# Ерліфтний підйом
Ерліфтний підйом (рос.эрлифтный подйом, англ. airlift hoisting, нім. Druckluftheberförderung f, Druckluftschachtförderung f) — підйом рідини або гідросуміші, що здійснюється за допомогою стиснутого повітря через спеціальний підйомник — ерліфт. Ерліфтний підйом застосовується для видачі нафти через свердловини, на плавучих снарядах для підводної розробки родовищ корисних копалин, на гідрошахтах та вугільних шахтах із традиційною технологією видобування.
Технічна реалізація ерліфтного підйому: стиснуте повітря компресором подається по трубі у змішувач (кільцеву камеру), розташований поміж всмоктувальним наконечником та трубопроводом для гідросуміші. В цій камері утворюється суміш рідини (гідросуміші) з повітрям, яка через отвори надходить до вертикального трубопроводу, в якому повітрянорідинна суміш піднімається над рівнем рідини і, таким чином, видається на поверхню. При проході через повітроохолоджувач газова фракція відділяється, а гідросуміш транспортується до споживача. При великих висотах підйому споруджується ступінчастий ерліфтний підйом.
з історії
Вперше ідею ерліфта (піднімання рідини на певну висоту за допомогою стисненого газу) обґрунтував німецький гірничий інженер Карл Лошер у 1797 р. Для викачування нафти зі свердловин цю ідею розвинув російський інженер В. Шухов і в 1897 р. здійснив викачування нафти методом ерліфта на Бакинських родовищах. На Прикарпатті у Східниці перші спроби видобування нафти газліфтним способом здійснив В. Вольський на початку 1900 х років За допомогою цього методу видобували нафту також у Биткові, де В. Лозинський розробив технологію з подаванням газу із газового пласта. На початку ХХ ст. газліфт впровадили в Техасі, Луїзіані й Каліфорнії, проте домінантного розпов¬сюдження він не набув.